# Frick Building
Das Frick Building ist eines der auffallendsten Gebäude in der Innenstadt von Pittsburgh in Pennsylvania, Vereinigte Staaten. Das Hochhaus trägt den Namen von Henry Clay Frick (1849–1919), einem Industriellen und Kokereibesitzer, der sich eine Reihe kommerzieller Bauten in Pittsburgh zulegte. Das Gebäude wird im National Register of Historic Places geführt.
Das Gebäude entstand direkt angrenzend zu einem Gebäude, das Andrew Carnegie gehörte, auf dem Grundstück der 1851 erbauten St. Peter’s Episcopal Church, die nach dem Kauf des Grundstücks durch Frick abgebrochen und an anderer Stelle an der Forbes Avenue 1901 wieder aufgebaut wurde. Die örtliche Legende sagt, dass Frick, der sich mit seinem früheren Geschäftspartner Carnegie zerstritten hat, das Gebäude wegen dieses Streites höher als das benachbarte Carnegies errichten ließ, damit es ständig in seinem Schatten stand.
Das Frick Building wurde von D.H. Burnham & Company geplant und 1902 fertiggestellt und hatte ursprünglich zwanzig Stockwerke. Infolge der Planierung des umgebenden Geländes wurde das Kellergeschoss 1912 zur Eingangsebene, sodass in manchen Quellen auch 21 Stockwerke angegeben werden. Es hat eine Höhe von 101 m. Die Adresse ist 437 Grant Street und das Gebäude hat auch Zugänge von Forbes und Fifth Avenue.
Das oberste Geschoss hat einen umlaufenden Balkon. Die hohen Decken des Stockwerkes sind handwerklich bearbeitet, die Türbeschläge sind schwer und aufwendig gearbeitet. Ursprünglich diente dieses Stockwerk zur Unterbringung Fricks persönlicher Büroräume und als Treffpunkt reicher Industrieller. Im 19. Stockwerk hatte Frick Privaträume. Seine Dusche galt zu der damaligen Zeit als die höchste eingebaute Dusche, weil mit der verfügbaren Technik Wasser nicht so weit nach oben gepumpt werden konnte. Die Dusche besteht zwar noch, ist aber nicht in Funktion. Beide Stockwerke beherbergen heute die Büros von Carnegie Learning.

## Belege
- Franklin Toker: Buildings of Pittsburgh. Chicago: Society of Architectural Historians; Santa Fe: Center for American Places; Charlottesville: In association with the University of Virginia Press, Pittsburgh 2007, ISBN 0-8139-2650-5 (englisch).
- Glenn A. Walsh (2001) History of Industrialist, Art Patron, and Philanthropist Henry Clay Frick
- John Simkin Henry Frick at Spartacus Educational
- Mellon Square Map
- Chris Potter (2005) You Had To Ask Archives